# Лесной (Мари-Турекский район)
 Лесной  — посёлок в Мари-Турекском районе Республики Марий Эл. Входит в состав Мари-Биляморского сельского поселения.

## География
Находится в восточной части республики Марий Эл на расстоянии приблизительно 16 км по прямой на восток от районного центра посёлка Мари-Турек.

## История
Основан в 1932 году как посёлок строящегося райпромкомбината (Мари-Турекского районного промкомбината). В этом же 1932 году началось строительство лесозавода. К концу 1960-х годов в посёлке проживали около 170 человек. В 1970-е годы построили 8 двухквартирных домов улучшенной планировки. В 1973 года посёлку было присвоено название «Лесной». В 2000 году в посёлке проживало 60 семей. К 1999 году население работает в ОАО «Мари-Турекский ДОК».

## Население
Население составляло 183 человека (мари 41 %, русские 57 %) в 2002 году, 156 в 2010.